# Yaoundé
Yaoundé ([ja.un.de]IPA) je hlavní a s počtem obyvatel 2 440 462 (2012) druhé největší město Kamerunu (po městě Douala). 

## Poloha, přírodní a klimatické poměry
Rozkládá se na náhorní plošině v jižní části země, v nadmořské výšce 720 až 800 metrů. Nedaleko, severně od města, se tyčí pohoří Mbam Minkom (1 295 m) a hora Nkolodom (1 221 m), zatímco na jihovýchodě se vzpíná vrchol Eloumden (1 159 m). Městem protéká nebo protéká v jeho bezprostřední blízkosti řada potoků a řek se středním průtokem (včetně Mfoundi , Biemé a Mefou ). Nedaleko centra Yaoundé leží také malé jezero ( Lac Central ). Stejně jako v jiných afrických metropolích pronikají do savany a křovin obklopujících město okrajovější čtvrti, postavené bez přesného územního plánu.
Srážky jsou zde poměrně četné (kolem 1 600 mm ročně). Prší hlavně v obdobích březen až červen a v období od září až do listopadu. V měsících zimních i letních jsou naopak srážky nižší. 

## Administrativní dělení
Město se dělí na řadu místních částí. Rozdělené je do šesti obvodů.
V centru Yaoundé se nacházejí především budovy vládních úřadů, velké reprezentativní hotely a tržiště. V čtvrti Bastos stojí především ambasády, velká evropská komunita a luxusní domy patřící nejbohatším lidem v zemi.

## Obyvatelstvo
Ve městě je obyvatelstvo etnicky smíšené. Zhruba čtvrtinu obyvatel tvoří národnost Bamileke, dále Fulani (cca 10 %) a další (Fang, Diwala a Fulan).
Z náboženského hlediska je obyvatelstvo převážně křesťanské (cca 70 %), následuje islám (20 %) a některá domácí africká náboženství (6 % obyvatel).

## Historie
Yaoundé bylo založeno v roce 1889 německými obchodníky jako středisko obchodu se slonovinou. Rovněž zde byla ustanovena zemědělská výzkumná stanice. Statut hlavního města německé kolonie Kamerun získalo roku 1909.
Během první světové války bylo obsazeno belgickou armádou. Roku 1922 se stalo hlavním městem kolonie východní Kamerun, který získala na základě mandátu Společnosti národů Francie. O pět let později sem byla zavedena Transkamerunská železnice.
V roce 1933 byla postavena první nemocnice ve městě. Yaoundé mělo však ani ne deset tisíc obyvatel. Do druhé světové války dosáhl počet obyvatel dvaceti pěti tisíc. Konaly se zde různé festivaly, které byly v místních jazycích označovány pod slovem Abok a při nichž docházelo k barterové výměně zboží. Tím se město stalo klíčovým bodem pro místní obyvatelstvo.
Po vyhlášení nezávislosti Kamerunu zůstalo hlavní město právě zde. Vznikly tak nové úřady, např. sem byl umístěn kamerunský Nejvyšší soud. Založena byla i vysoká škola. Roku 1963 získalo první územní plán, který předpokládal s jeho dalším rozvojem.
Město mělo v této době okolo devadesáti tisíc lidí. Dramatická a živelná urbanizace znamenaly, že Yaoundé překročilo milionovou hranici v 90. letech 20. století.
V 3. dekádě 21. století byl iniciován rozsáhlý projekt modernizace a přestavby středu metropole.

## Kultura a pamětihodnosti

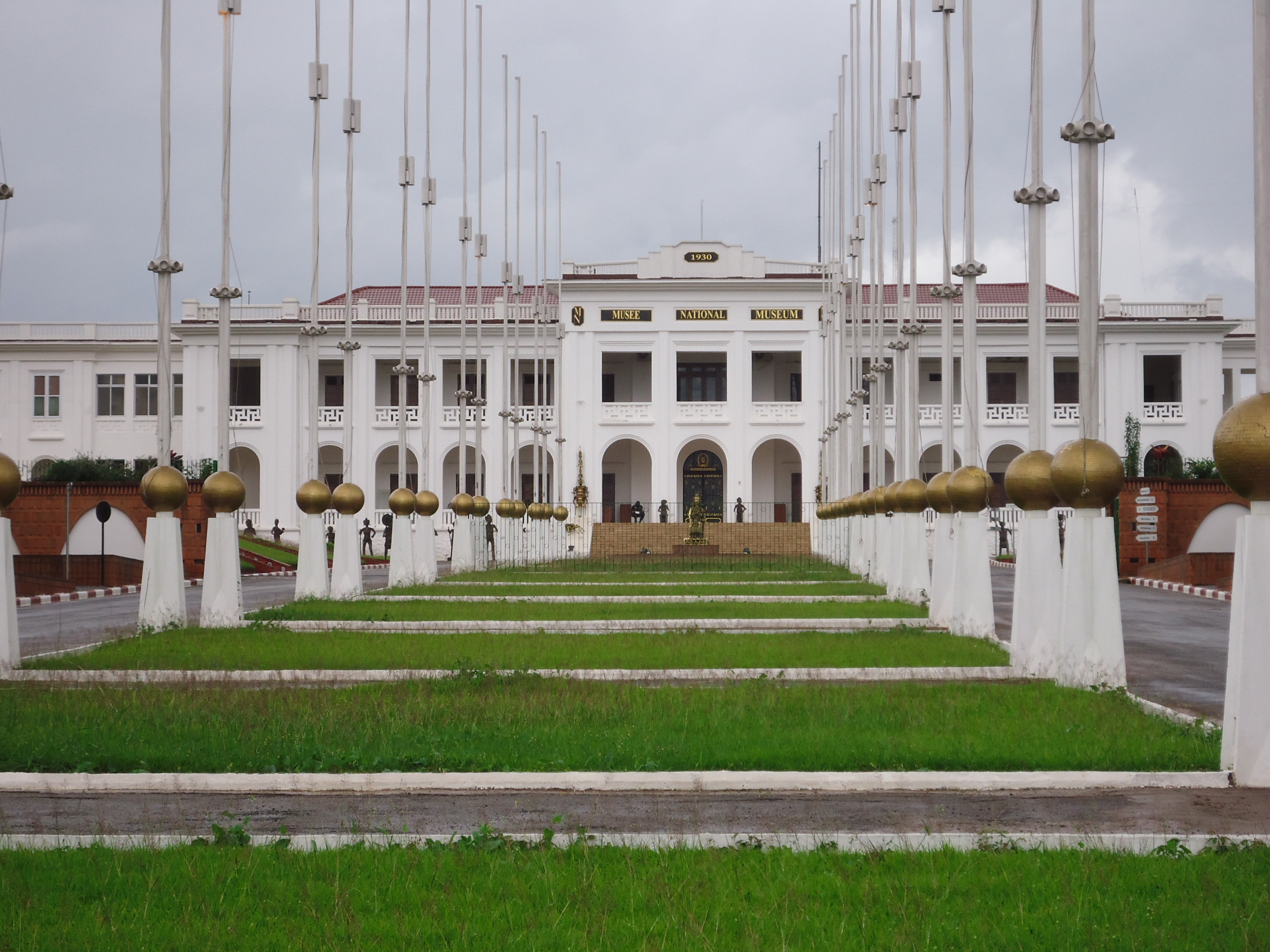
Kamerunské národní muzeum.

Hlavní turistické atrakce zahrnují Kamerunské muzeum umění (umístěné v benediktinském klášteře), Kamerunské národní muzeum (v prezidentském paláci ve čtvrti Etoudi) a Athemi muzeum. Ve čtvrti Mvog-Betsi se nachází malá zoologická zahrada. Sídlí zde také soukromé etnografické muzeum s názvem Blacktitude Museum.
Ve městě jsou přítomné také stavby německé koloniální architektury. Budova Hlavní pošty z konce 30. let 20. století se dnes považuje za neformální střed města.
V porovnání s Doualaou je Yaoundé chladnější a méně metropolitní, avšak zde sídlí množství restaurací a nočních podniků. Nepřehlédnutelná je také neobvyklá moderní architektura, která vznikla především díky mnoha politickým představitelům. Mezi pamětihodnosti patří například Památník sjednocení Kamerunu. Životní úroveň je zde nejvyšší ze všech měst z Kamerunu.
Ve městě existuje botanická i zoologická zahrada.

## Doprava
V Yaoundé se nachází mezinárodní letiště (Nsimalen-NSI). 
S městy Douala a N´Gaoundéré je spojeno osobní železniční dopravou. Město má železniční stanici, která se nachází na 307. kilometru místní jednokolejné neelektrifikované železniční trati.
Do přístavního města Douala navíc jezdí po obvykle udržované silnici frekventované autobusy. Dopravní nehody nicméně bývají na hlavní komunikaci časté.  Město se snaží rozšiřovat dálniční síť, směřující do města. V roce 2022 byla k Yaoundé přivedena první dálnice moderního typu.
Nechybí zde ani městská hromadná doprava, kterou zajišťují autobusy.

## Ekonomika

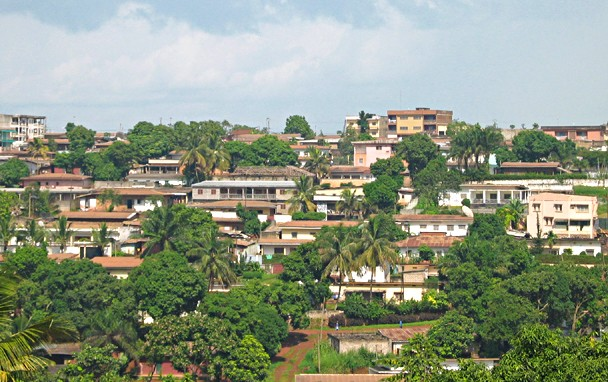
Domy v centru města.

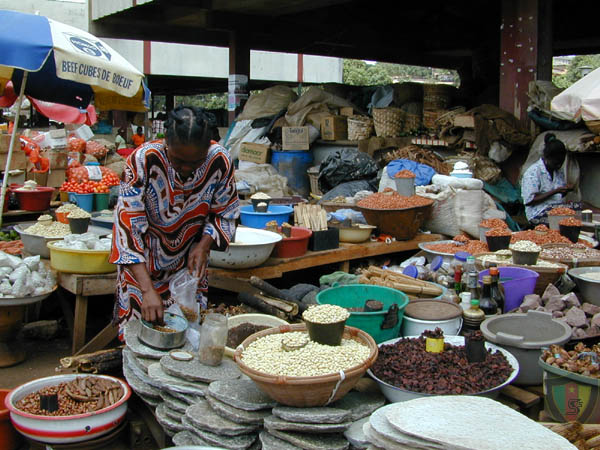
Tržiště v Yaoundé.

Hlavní město má několik továren. Vyrábí se zde například cigarety, mléčné výrobky, výrobky ze skla, dřeva a ostatní. Přes město se vozí káva, kakao, cukrová třtina a kaučuk, které dále směřují do přístavu Douala a na vývoz do dalších zemí světa.
Ve městě je velké množství tržišť (největší v Mokolo) a v centru stojí obrovský supermarket. Známé je také Centrální tržiště (Le Marché Central), které bylo dokončeno v roce 1911.

## Školství
Yaoundé je sídlem několika významných univerzit, jako např. Středoafrické katolické univerzity (UCAC). První univerzita zde byla dokončena roku 1962.

## Sport
Ve městě stojí víceúčelový stadion Stade Ahmadou Ahidjo. Je zde také krytá hala (Sportovní palác).

## Zdravotnictví
Největší nemocnicí ve městě je Ústřední nemocnice v Yaoundé s 650 lůžky. Všeobecná nemocnice v Yaoundé, postavená v roce 1985, má 302 lůžek. 

## Životní prostředí a odpadové hospodářství
Stejně jako jiná velká města v Africe i Yaoundé se potýká s klasickými otázkami, které se týkaji životního prostředí, tedy znečištění, a to jak ovzduší, tak i vod, dále velké množství plastů a odpadové hospodářství. Svoz odpadů zde realizuje místní magistrát prostřednictvím odboru životního prostředí a hygieny. Některé služby jsou zajišťovány soukromým sektorem a jiné cestou neformální ekonomiky. I přesto se odpadky v ulicích vyskytují.